# Tour (édifice)
Pour les articles homonymes, voir Tour.

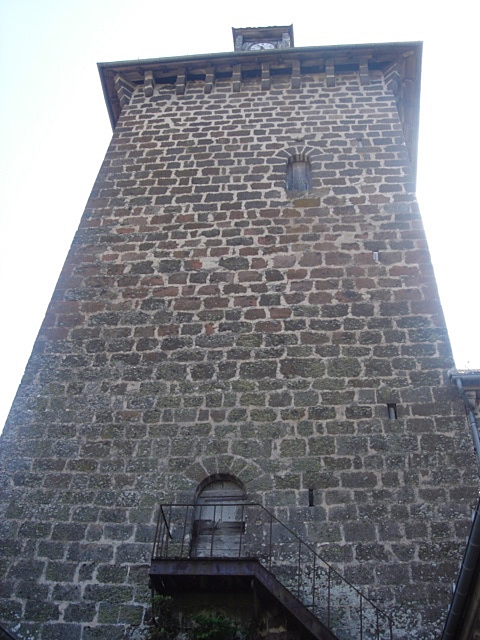
Tour du XII en Haute-Auvergne, France.

Une tour est un édifice plus haut que large et dont la base est au sol (à ne pas confondre avec une échauguette). Elle peut jouer plusieurs rôles, notamment un rôle défensif.

## Histoire

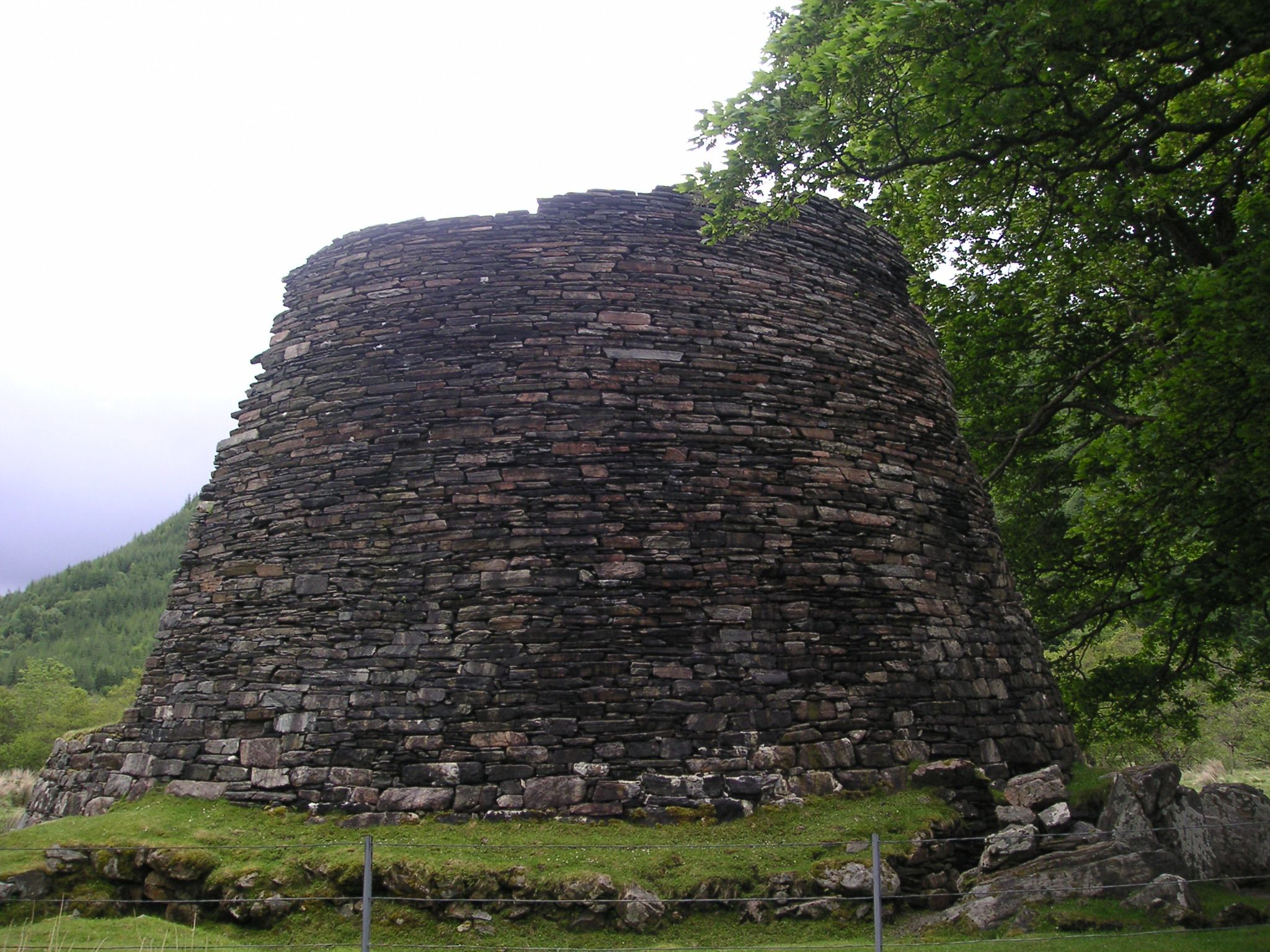
Le broch de Dun Troddan, en Écosse.

Il existe des tours depuis la préhistoire. Parmi les plus anciennes encore debout se trouvent les brochs, des fortifications construites en grand nombre à l'âge du fer (2 500 à 3 000 ans) dans le Nord de l'Écosse et aux Orcades.
Dès la plus haute antiquité, les Asiatiques, les Grecs, les Phéniciens et les Étrusques érigeaient des tours pour fortifier les murailles de leurs villes et forteresses. Des éléments de tour d'observation ont par exemple été trouvés à Mogador, datant du premier millénaire avant notre ère et d'origine phénicienne ou carthaginoise. Les Romains bâtirent des tours octogonales comme éléments du palais de Dioclétien en Croatie, tandis que la muraille Servienne et mur d'Aurélien avaient des tours carrées. Les Chinois intégrèrent des tours à la Grande Muraille en 210 avant notre ère, durant la dynastie Qin.

## Fonctions des tours

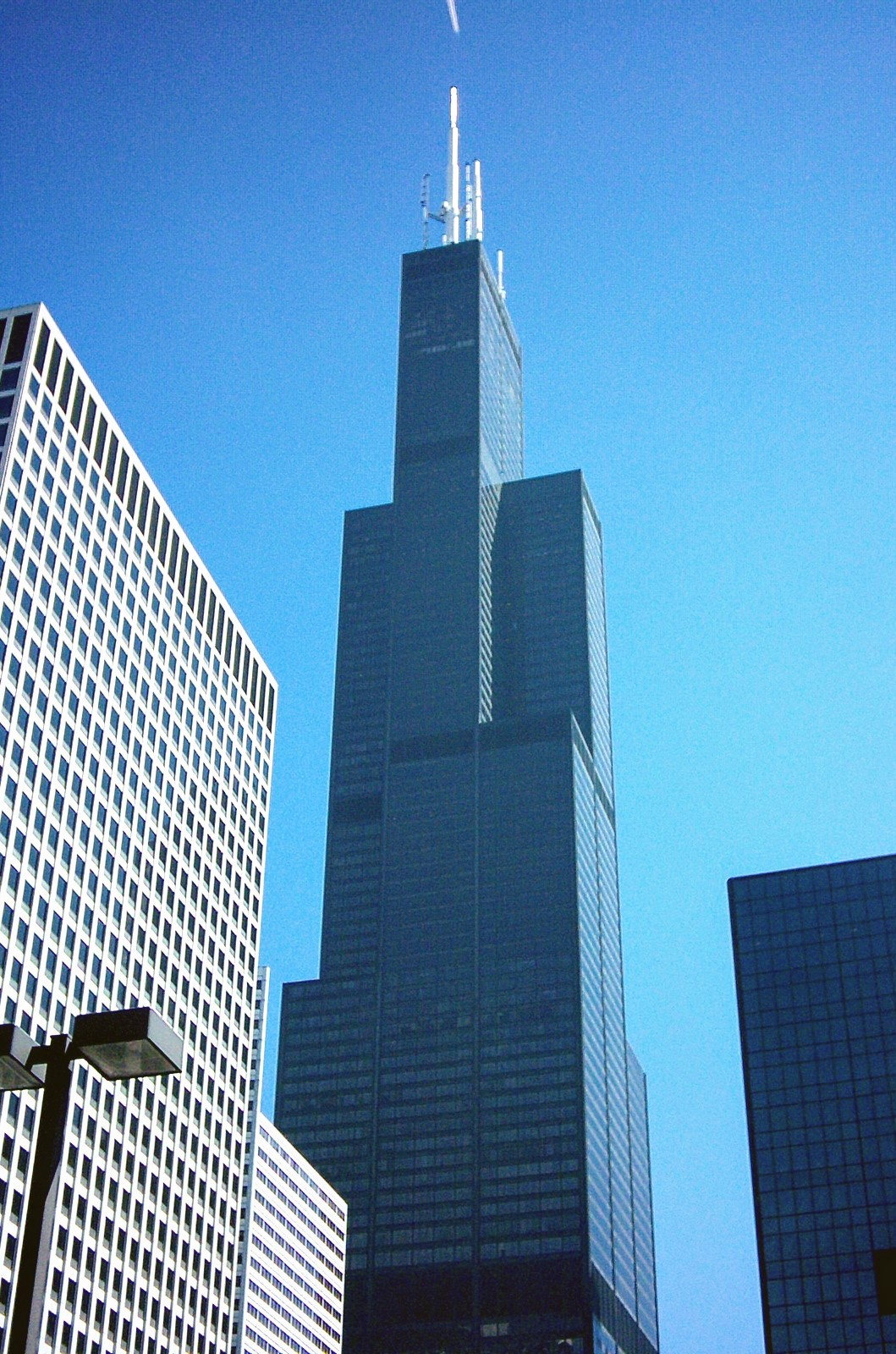
La Willis Tower à Chicago.

Les tours ont diverses fonctions civiles (surface d'utilisation, stockage d'énergie, communication), politiques et militaires.

### Superficie
Une tour donne un espace au sol plus grand que la superficie qu'elle occupe. C'est le cas des gratte-ciel.

### Pouvoir

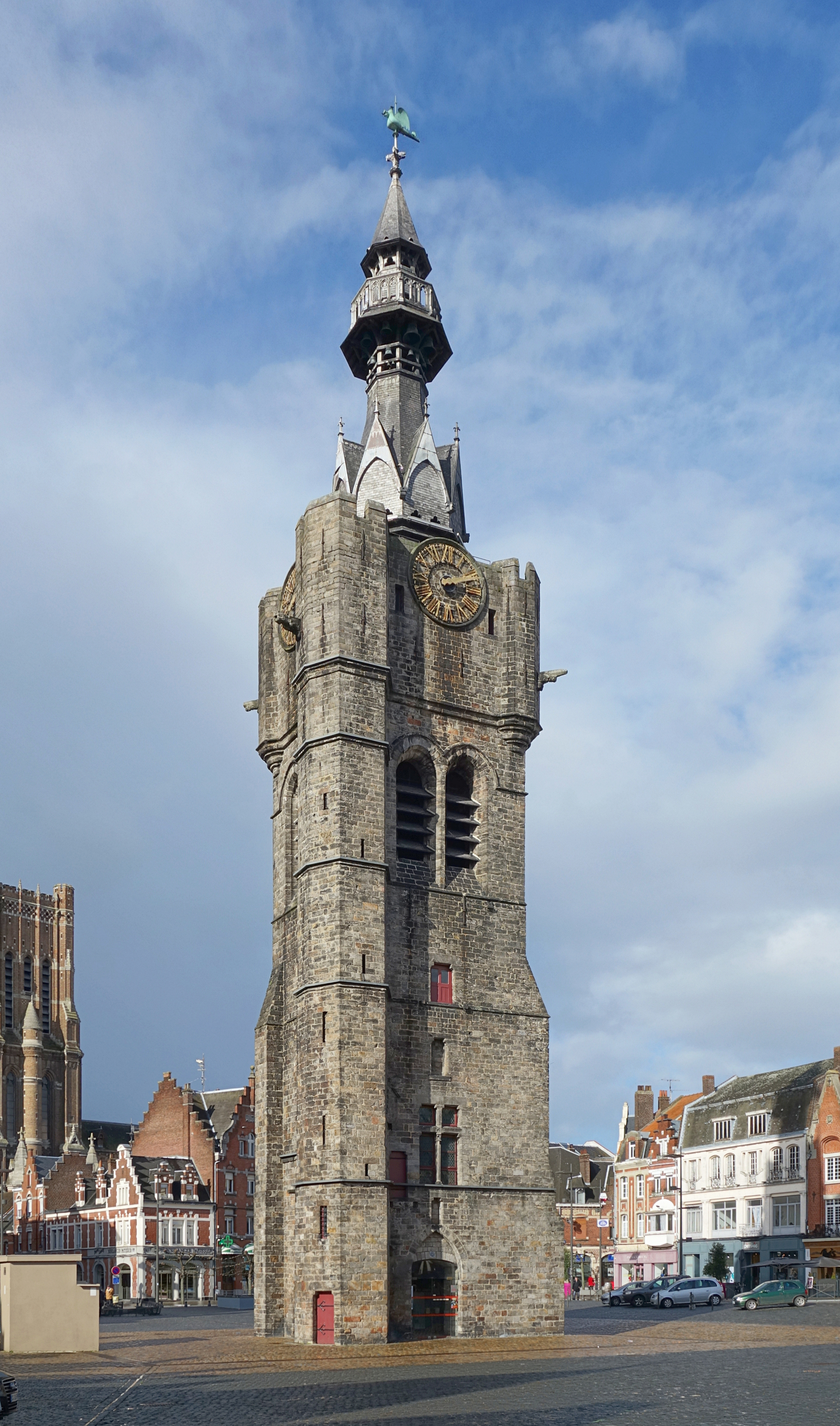
Les tours communales ou beffrois symbolisaient le pouvoir des communes dans les villes du Moyen Âge, par rapport au pouvoir de la noblesse (les donjons des châteaux) et de l'Église (les clochers des églises). Ici, le beffroi de Béthune.

Une tour peut donner un avantage stratégique. C'est le cas des tours de fortification : tour de guet, tour de garde, tour de défense, etc.. Le donjon dans les châteaux forts remplit une fonction similaire.
Elle est aussi un moyen d'affirmer un pouvoir  politique : maison-tour toscane, donjon, beffroi.

### Stockage et production d'énergie
Une tour est un moyen de stocker de l'énergie potentielle ; par exemple, les silos et les châteaux d'eau.
En utilisant la convection, les tours solaires permettent de produire de l'énergie.

### Communication
Les phares, les tours horloge, les clochers et beffrois, les minarets, etc. sont des tours qui permettent d'améliorer des communications.
Des tours peuvent être utilisées comme antenne, ou pour supporter des antennes de radio : tour hertzienne, antenne-relais.
Enfin, certaines tours permettent de voir plus loin. C'est le cas des tours d'observation.

## Tours célèbres
- Tour de Jéricho, l'un des plus anciens vestiges d'édifice public connu (8 300 av. J.C.)[2].
- Phare d'Alexandrie, considéré comme une des sept merveilles du monde dans l'Antiquité.
- Tour d'Hercule, le plus vieux phare encore debout.
- Tour de Pise, célèbre campanile penché italien en marbre.
- Cathédrale de Strasbourg, avec la plus haute tour datant du Moyen Âge au Monde, en pierre de taille.
- Tour Eiffel, plus haute construction humaine de 1889 à 1930.
- Chrysler Building, plus haute construction humaine de 1930 à 1931.
- Empire State Building, plus haute construction humaine de 1931 à 1954.
- World Trade Center de New York.
- Tour de Tokyo
- Burj Khalifa, plus haute construction humaine depuis 2009.
- One World Trade Center qui a remplacé les Twin Towers.
- Djamaâ el Djazaïr, mosquée avec le plus haut minaret du monde.